# Josef Svoboda (voják)
Josef Svoboda (* 9. března 1926 Nižný Hrušov, Československo) je český válečný veterán z druhé světové války.

## Život
Josef Svoboda se narodil 9. března 1926 v obci Nižný Hrušov rodičům Danielovi a Marii Kukolosovým. Když mu byli 3 roky, jeho otec odjel za prací do Uruguaye. V roce 1941 musel do slovenské armády narukovat jeho straší bratr Jan (* 1921), který se jako příslušník Rychlé divize zúčastnil operace Barbarossa. Později ale přeběhl do Rudé armády. Josef Svoboda vstoupil do 1. československého sboru koncem roku 1944. Zúčastnil se mimo jiné bojů o Liptovský Mikuláš. Konec války zažil v Rožnově pod Radhoštěm, odkud přijel do Prahy, kde se zúčastnil slavnostního defilé.
V roce 1947 byl nasazen na východním Slovensku do bojů proti Ukrajinské povstalecké armádě. Následně se usadil v Trutnově a nastoupil jako dělník do Východočeských uhelných dolů v Žacléři, kde pracoval na povrchu až do odchodu do důchodu. Po svatbě s první ženou si změnil příjmení z Kukolos na Svoboda. Je jedním z posledních žijících československých vojáků druhé světové války.